# Operacja Osoawiachim

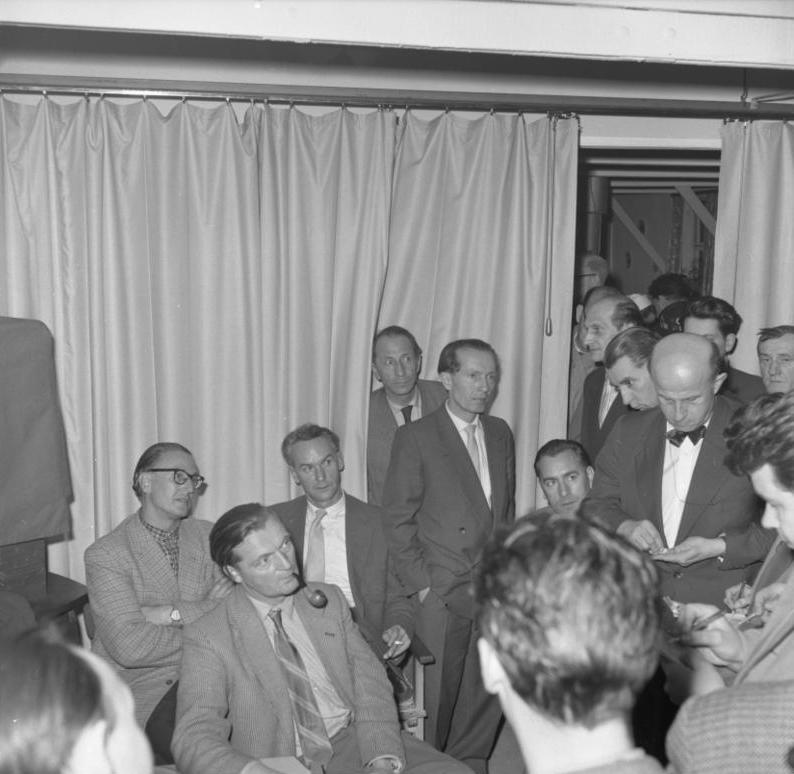
Niemieccy naukowcy repatriowani z Suchumi, 1958

Operacja Osoawiachim (ros. Операция „Осоавиахим”) – radziecka tajna operacja, w ramach której 2500 byłych uczonych nazistowskich Niemiec (naukowców, inżynierów, techników), którzy pracowali w przedsiębiorstwach oraz instytucjach istotnych dla wojska i ekonomii, a także znaleźli się na terenie radzieckiej strefy okupacyjnej (wliczając Berlin wschodni), zostało przetransportowanych z Niemiec do ZSRR w ramach reparacji wojennych. Uczeni wraz z ich rodzinami (dodatkowe 4000 osób) zostali wywiezieni we wczesnych godzinach porannych 22 października 1946 roku przez siły MWD (dawniej NKWD) oraz formacje sowieckiej armii, dowodzone przez Sowiecką Administrację Wojskową w Niemczech, na czele której stał Iwan Sierow.
Wraz z uczonymi przeniesiony został również używany przez nich sprzęt, umożliwiający całkowite zrekonstruowanie ośrodków badawczo-rozwojowych i produkcyjnych na terenie Związku Radzieckiego, takich jak kompleks Mittelwerk, zajmujący się rakietami V-2. Kiedy nie dało się wszystkiego skompletować, to starano się zebrać możliwie jak najwięcej materiałów z poligonów doświadczalnych, takich jak Centralny Ośrodek Testów Lotnictwa Wojskowego Erprobungsstelle Rechlin, należący do Luftwaffe i zajęty przez Armię Czerwoną 2 maja 1945 roku.
Kryptonim „Osoawiachim” jest akronimem pochodzącym od organizacji OSOAWIACHIM, zajmującej się rekrutacją cywili do Armii Czerwonej podczas II wojny światowej (później została przemianowna na DOSAAF). Nazwa została błędnie przypisana operacji przez niemiecką rozgłośnię Deutsche Allgemeine Nachrichtenagentur (DENA), nadającą audycję na jej temat 23 października 1946 roku, co doprowadziło do późniejszego zaadaptowania nazwy przez Central Intelligence Group (CIG, poprzedniczka CIA). Podobnie uczyniła agencja Office of Strategic Services (OSS), która użyła nazwy „Operacja Osoawiachim” 13 stycznia 1947 roku.
Akcja Osoawiachim przysłużyła się zabezpieczeniu przenosin niemieckiego know-how i jest dziś określana w Rosji jako „Zagraniczni specjaliści w ZSRR” (Иностранные специалисты в СССР). Przez lata relokowani naukowcy przebywali i pracowali w ZSRR bez umów o pracę czy też wyrobionych dokumentów osobistych.
Operacja ta jest podobna do innych operacji przeprowadzonych przez siły alianckie, takich jak Operacja Alsos, Operacja Paperclip czy Rosyjskie Alsos, gdyż również w ich przypadku alianci sprowadzali specjalistów wojskowych i naukowców z Niemiec.